# Fulvia Bisi
Pour les articles homonymes, voir Bisi.
Fulvia Bisi (Milan, 24 décembre 1818 - 15 juillet 1911) est une peintre italienne, active au XIXe et au début du  XXe siècle.

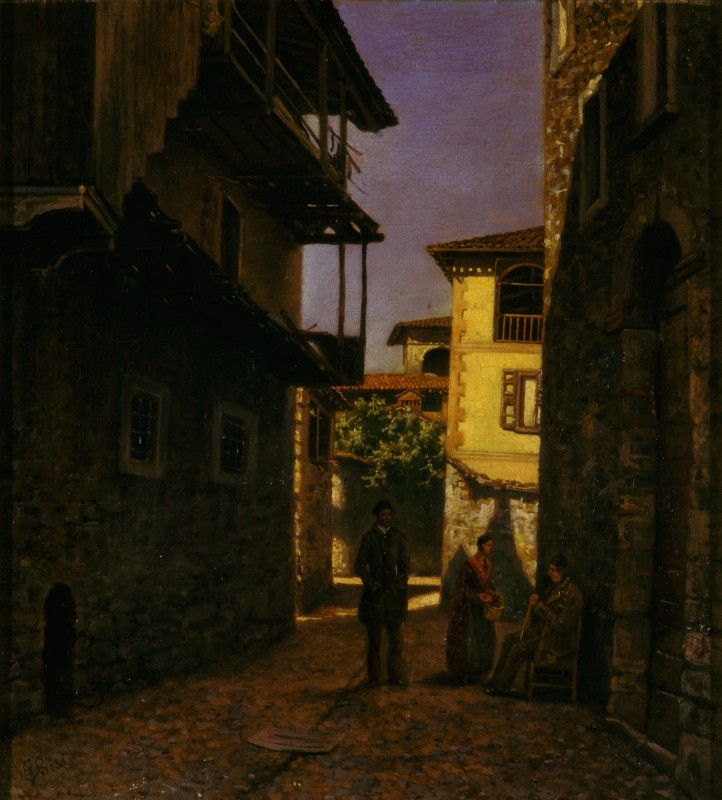
Paysage lombard (Fondazione Cariplo)

## Biographie
Fulvia Bisi est une femme peintre issue de la famille Bisi, une famille d'artistes originaire de Gênes qui s'est installée à Milan dans les premières années de l'Ottocento. Fille de Giuseppe Bisi et d'Ernesta Legnani, elle apprend la peinture auprès de son père et se perfectionne à l'Accademia di Brera auprès de Francesco Hayez. Elle a réalisé surtout des peintures de paysages et des vedute.
En 1845 Fulvia Bisi obtient le prix Brera avec une peinture représentant un grand Paysage de montagne ; de 1852 à 1882 elle participe à de nombreuses expositions à Milan, Parme (1870), Florence (1871), Turin (1880 et 1884), Venise (1887), ainsi qu'à l'exposition nationale de Milan (1881) avec deux paysages.
Sa sœur Antonietta était également peintre.

## Œuvres
- Naviglio di Pavia a Porta Ticinese, huile sur toile, Musée de Milan,
- Un Turbine (1872), huile sur toile, 98 × 147 cm Galleria d'Arte Moderna.Galleria d'arte moderna, Milan[1],
- Lago di Valmadrera, huile sur toile, 69 × 99 cm,
- Lavori Nei Campi, huile sur toile, 34 × 53,5,
- Italienische Monscheinlandschaft (1842),
- Landschaft Am Luganersee,
- Paesaggio lombardo (Paysage lombard),(1865 env), huile sur toile 38 × 34,5 cm, Fondazione Cariplo[2],